# Vladimir Fedotov (calciatore 1966)
Vladimir Valentinovič Fedotov (in russo Владимир Валентинович Федотов?; Michajlovsk, 12 agosto 1966) è un allenatore di calcio ed ex calciatore russo, di ruolo difensore.

## Carriera giocatore
Come calciatore, ha giocato gran parte della sua carriera nell'Uralmaš (Ural), sia nel campionato dell'Unione Sovietica che della Russia, intervallando questo lungo periodo con stagioni ad altri club.

## Carriera allenatore
Dopo il ritiro, ha ricoperto vari ruoli nell'Ural, dopodiché ha allenato il Metallurg Kuzbass. Ha portato l'Orenburg in Prem'er Liga e dopo la retrocessione è passato all'Ararat Mosca. Tuttavia ,dopo 8 giornate di FNL, è stato richiamato dall'Orenburg. La stagione si concluse con il primo posto e con la promozione. Nella stagione successiva l'Orenburg ottenne uno storico settimo posto. In quella successiva, la stagione 2019/20, Fedotov si dimise dopo la sconfitta per 3-0 contro il Tambov. In quell'anno l'Orenburg retrocesse.
Ad oggi, Fedotov ha un contratto con il Soči.

## Palmarès

### Allenatore

#### Competizioni nazionali
- PFN Ligi: 1

Orenburg: 2017-2018
- Vtoroj divizion: 1

Metallurg-Kuzbass: 2011-2012 (girone Est)
- Coppa di Russia: 1

CSKA Mosca: 2022-2023